# Ursula Schwarzl
Ursula Schwarzl (* 1960 in Ried im Innkreis; auch Uschi Schwarzl) ist eine österreichische Politikerin (Grüne). Von 2003 bis 2006 war sie Abgeordnete zum Tiroler Landtag. Im November 2019 wurde sie zur Vizebürgermeisterin in Innsbruck gewählt und am 10. Dezember 2020 mit 27 zu 12 Stimmen wieder abgewählt. Ihr wurde rechtswidriges Verhalten vorgeworfen.

## Leben
Schwarzl studierte Lehramt an der Universität Innsbruck und gelangte über die Universitätsvertretung und Nicaraguapolitik zu den Innsbrucker Grünen. 1989 wurde sie in den Innsbrucker Gemeinderat gewählt, Anfang der 1990er Jahre war sie die erste Stadträtin in der Geschichte Innsbrucks. Zwischen September 2003 und Mai 2006 vertrat sie als Landtagsabgeordnete die Tiroler Grünen. Danach war sie Stadträtin der Grünen im Innsbrucker Gemeinderat, zuständig u. a. für Verkehr und Kultur, und vertrat die Grünen in mehreren Ausschüssen. Im November 2019 wurde sie als Nachfolgerin von Christine Oppitz-Plörer zur Vizebürgermeisterin von Innsbruck gewählt.
Der Name Schwarzl ist mit zwei Skandalen verknüpft. Im August 2020 lehnte die Grünen-Politikerin die Verlegung von Stolpersteinen in der Tiroler Hauptstadt ab, was zur Irritation breiter Teile der Zivilgesellschaft führte. Sie führte aus: „Nachdem wir ja in Innsbruck schon sehr viele statische Gedenkformen haben, haben wir uns dazu entschlossen, zu einer dynamischen Gedenkform überzugehen.“ Dagegen wandten sich unter anderem Mandatare von SPÖ und ÖVP – Annelies Brugger aus Zell am Ziller und Lukas Schmied aus Wattens – aber auch der Präsident der Israelitischen Kultusgemeinde für Tirol und Vorarlberg, Günter Lieder. Er plädierte klar für ein „Sowohl-als-auch“ verschiedener Erinnerungsformen und gegen das Verbot der Stolpersteinverlegungen in Innsbruck.
Anlass für die Abwahl war die Empörung der Mehrheit der Gemeinderäte über die rechtswidrige Einrichtung einer Begegnungszone in der Innsbrucker Innenstadt. Gemeinderat Markus Lassenberger (FPÖ) betonte, dass der Verkehrsausschuss erst am 16. September 2020 über die Begegnungszone informiert worden sei, zwölf Tage nach Erlass der Verordnung. Die Zuständigkeit liege aber beim Gemeinderat. Die Rechtswidrigkeit dieses Vorgehens war zuvor vom Verfassungsjuristen Heinz Mayer konstatiert worden. Tom Mayr von der Liste Fritz warf Schwarzl vor, den Gemeinderat ausgeschaltet zu haben. Die Politikerin verteidigte ihr Vorgehen, wies die Vorwürfe zurück, verwies auf ein Gegengutachten und warf der Opposition "Populismus, Trotz und Chauvinismus" vor. Sie schloss ihr Plädoyer mit den Worten: "Und jetzt gehe ich hinaus und wählt mich ab." Letztlich stimmten für die Abwahl alle Mandatare von FPÖ, Für Innsbruck, ÖVP, SPÖ, Liste Fritz und Gerechtes Innsbruck, dagegen nur die eigene Partei und Gemeinderäte von NEOS und Alternativer Liste Innsbruck. Zu ihrem Nachfolger als Vizebürgermeister wurde im Jänner 2021 Markus Lassenberger (FPÖ) gewählt.